# Папуа Нова Гвінея на літніх Олімпійських іграх 2016
Папуа Нова Гвінея на літніх Олімпійських ігор 2016 були представлені 8 спортсменами у 6 видах спорту. Жодної медалі олімпійці Папуа Нова Гвінея не завоювали.

## Спортсмени
| Дисципліна     | Чоловіки | Жінки | Разом |
| -------------- | -------- | ----- | ----- |
| Легка атлетика | 1        | 1     | 2     |
| Бокс           | 1        | 0     | 1     |
| Дзюдо          | 1        | 0     | 1     |
| Плавання       | 1        | 0     | 1     |
| Тхеквондо      | 1        | 1     | 2     |
| Важка атлетика | 1        | 0     | 1     |
| Разом          | 6        | 2     | 8     |

## Легка атлетика
Легенда
- Note – для трекових дисциплін місце вказане лише для забігу, в якому взяв участь спортсмен
- Q = пройшов у наступне коло напряму
- q = пройшов у наступне коло за добором (для трекових дисциплін - найшвидші часи серед тих, хто не пройшов напряму; для технічних дисциплін - увійшов до визначеної кількості фіналістів за місцем якщо напряму пройшло менше спортсменів, ніж визначена кількість)
- NR = Національний рекорд
- N/A = Коло відсутнє у цій дисципліні
- Bye = спортсменові не потрібно змагатися у цьому колі

Трекові і шосейні дисципліни
| Спортсмен | Дисципліна                   | Попередній забіг | Попередній забіг | Чвертьфінал | Чвертьфінал | Півфінал         | Півфінал         | Фінал            | Фінал            |
| Спортсмен | Дисципліна                   | Результат        | Місце            | Результат   | Місце       | Результат        | Місце            | Результат        | Місце            |
| --------- | ---------------------------- | ---------------- | ---------------- | ----------- | ----------- | ---------------- | ---------------- | ---------------- | ---------------- |
| Тео Піняу | біг на 200 метрів (чоловіки) | 22.14            | 8                | Н/Д         | Н/Д         | Завершив виступ  | Завершив виступ  | Завершив виступ  | Завершив виступ  |
| Тое Вісіл | біг на 100 метрів (жінки)    | Bye              | Bye              | 11.48       | 4           | Завершила виступ | Завершила виступ | Завершила виступ | Завершила виступ |

## Бокс
| Спортсмен    | Категорія           | 1/16 фіналу             | 1/8 фіналу         | Чвертьфінали       | Півфінали          | Фінал              | Фінал           |
| Спортсмен    | Категорія           | Суперник Результат      | Суперник Результат | Суперник Результат | Суперник Результат | Суперник Результат | Місце           |
| ------------ | ------------------- | ----------------------- | ------------------ | ------------------ | ------------------ | ------------------ | --------------- |
| Тадіус Катуа | до 60 кг (чоловіки) | Абдурашидов (RUS) L 0–3 | Завершив виступ    | Завершив виступ    | Завершив виступ    | Завершив виступ    | Завершив виступ |

## Дзюдо
| Спортсмен    | Категорія           | 1/32 фіналу              | 1/16 фіналу        | 1/8 фіналу         | Чвертьфінали       | Півфінали          | Втішний поєдинок   | Фінал / БМ         | Фінал / БМ      |
| Спортсмен    | Категорія           | Суперник Результат       | Суперник Результат | Суперник Результат | Суперник Результат | Суперник Результат | Суперник Результат | Суперник Результат | Місце           |
| ------------ | ------------------- | ------------------------ | ------------------ | ------------------ | ------------------ | ------------------ | ------------------ | ------------------ | --------------- |
| Раймон Овіну | до 66 кг (чоловіки) | Bouchard (CAN) L 000–100 | Завершив виступ    | Завершив виступ    | Завершив виступ    | Завершив виступ    | Завершив виступ    | Завершив виступ    | Завершив виступ |

## Плавання
| Спортсмен | Дисципліна                       | Попередній заплив | Попередній заплив | Півфінал        | Півфінал        | Фінал           | Фінал           |
| Спортсмен | Дисципліна                       | Час               | Місце             | Час             | Місце           | Час             | Місце           |
| --------- | -------------------------------- | ----------------- | ----------------- | --------------- | --------------- | --------------- | --------------- |
| Раян Піні | 100 метрів батерфляєм (чоловіки) | 53.24             | =30               | Завершив виступ | Завершив виступ | Завершив виступ | Завершив виступ |

## Тхеквондо
| Спортсмен            | Категорія           | 1/8 фіналу               | Чвертьфінали       | Півфінали          | Втішний поєдинок   | Фінал / БМ         | Фінал / БМ       |
| Спортсмен            | Категорія           | Суперник Результат       | Суперник Результат | Суперник Результат | Суперник Результат | Суперник Результат | Місце            |
| -------------------- | ------------------- | ------------------------ | ------------------ | ------------------ | ------------------ | ------------------ | ---------------- |
| Максемілліон Кассман | до 68 кг (чоловіки) | Ашаб (BEL) L 1–15 PTG    | Завершив виступ    | Завершив виступ    | Завершив виступ    | Завершив виступ    | Завершив виступ  |
| Саманта Кассман      | понад 67 кг (жінки) | Волкден (GBR) L 1–14 PTG | Завершила виступ   | Завершила виступ   | Завершила виступ   | Завершила виступ   | Завершила виступ |

## Важка атлетика
| Спортсмен  | Категорія           | Ривок     | Ривок | Поштовх   | Поштовх | Загалом | Місце |
| Спортсмен  | Категорія           | Результат | Місце | Результат | Місце   | Загалом | Місце |
| ---------- | ------------------- | --------- | ----- | --------- | ------- | ------- | ----- |
| Мореа Бару | до 62 кг (чоловіки) | 126       | 6     | 164       | 6       | 290     | 6     |